# 天主教埃爾多雷特教區
天主教埃爾多雷特教區（拉丁語：Dioecesis Eldoretensis）是肯亞一個羅馬天主教教區，屬基蘇木總教區。
教區前身是一個宗座監牧區，於1953年5月21日成立，1959年10月13日升為教區。
教區包括南迪縣、瓦辛吉蘇縣和埃爾蓋約-馬拉奎特縣。2006年有401,703名教友（佔轄區總人口24.0%）、卅九個堂區、六十六名司鐸。現任教區主教為道明·基門吉奇。